# Jekatěrina Gamovová
Jekatěrina Alexandrovna Gamovová rusky: Екатерина Александровна Гамова (* 17. říjen 1980 Čeljabinsk, Sovětský svaz, dnes Rusko) je ruská volejbalistka.
Byla členkou ruského reprezentačního týmu, který získal zlaté medaile na mistrovstvích světa v letech 2006 a 2010 a stříbrné medaile na Olympijských hrách roku 2000 v Sydney a roku 2004 v Athénách.
Na mistrovství světa roku 2010 v Tokiu byla vyhlášena za nejužitečnější hráčku šampionátu. 